# The Rainbow Cubby House
The Rainbow Cubby House (tdl. ‘La casita arcoíris’) es el tercer libro de la serie Learn to Include (tdl. ‘Aprende a incluir’), escrito por la actriz australiana Brenna Harding y su madre lesbiana Vicki, quien no pudo encontrar ningún libro con familias del mismo sexo para donar a la escuela de su hija. Está dirigido a lectores principiantes o para leer en voz alta.
El libro trata sobre la narradora Brenna, sus dos madres, su amigo Jed y sus dos padres, que construyen una pequeña casa en el jardín trasero.
La serie y el libro fueron el centro de una controversia relacionada con una guardería que utilizaba libros con personajes de familias homoparentales, y el primer ministro de Nueva Gales del Sur, Morris Iemma, declaró que no estaba de acuerdo con la inclusión del libro.